# Sam Oomen
Sam Oomen (Tilburgo, 15 de agosto de 1995) é um ciclista profissional neerlandês que atualmente corre para a equipa Team Jumbo-Visma.

## Palmarés
- 2012
  - Grande Prêmio Rüebliland

- 2015
  - Rhône-Alpes Isère Tour, mais 1 etapa
  - 2 etapas do Tour de Saboia
  - Paris-Tours sub-23

- 2016
  - Tour de l'Ain, mais 1 etapa[2]

## Resultados em Grandes Voltas e Campeonatos do Mundo
| Corrida            | Corrida            | 2014 | 2015 | 2016 | 2017 | 2018 | 2019 | 2020 | 2021 |
| ------------------ | ------------------ | ---- | ---- | ---- | ---- | ---- | ---- | ---- | ---- |
|                    | Giro d'Italia      | —    | —    | —    | —    | 9.º  | Ab.  | 21.º | —    |
|                    | Tour de France     | —    | —    | —    | —    | —    | —    | —    | —    |
|                    | Volta a Espanha    | —    | —    | —    | Ab.  | —    | —    | —    | 18.º |
| Mundial em Estrada | Mundial em Estrada | —    | —    | —    | —    | 14.º | —    | 45.º | —    |

—: não participa

Ab.: abandono